# Adejeania uniformis
Adejeania uniformis là một loài ruồi trong họ Tachinidae.